# Віллем де Вріс Лентсх
Віллем де Вріс Лентсх (нід. Willem de Vries Lentsch, 10 вересня 1886 — 6 березня 1980) — нідерландський яхтсмен.
Бронзовий призер Олімпійських Ігор 1936 року в класі Зоряний.